# 全尼泊尔妇女协会（革命）
全尼泊尔妇女协会（革命）是尼泊尔的一个共产主义妇女组织，为尼泊尔共产党（毛主义中心）的妇女翼。该组织的政治立场与尼泊尔共产党（毛主义中心）保持一致。